# 官清乡
官清乡，是中华人民共和国重庆市酉阳土家族苗族自治县下辖的一个乡镇级行政单位。

## 行政区划
官清乡下辖以下地区：
官清坝村、金家坝村、石坝村和峡口村。